# 관계절
관계절(關係節, relative clause)은 주절의 명사구를 수식하는(꾸미는) 종속절이다. 이때 관계절의 꾸밈을 받는 요소를 관계절의 선행사라 한다. 관계절의 주된 기능은 지시하는 선행사를 제한하는 것이다. 예를 들어 한국어에는 다음과 같은 관계절이 있다.
- (어떤)사람이 민주의 지갑을 훔쳤다. ⋈ (어떤)사람이 경찰에 잡혔다. = [민주의 지갑을 훔친] 사람이 경찰에 잡혔다.

위 예문에서 관계절은 ‘민주의 지갑을 훔친’이라는 부분이고, ‘사람’이라는 명사를 꾸미고 있다. ‘사람’이라는 명사는 어떤 사람이든 가리킬 수 있지만, ‘민수의 지갑을 훔친’이라는 관계절의 꾸밈을 받으면 어떤 사람이 민수의 지갑을 훔쳤을 경우에만 그 사람을 가리킬 수 있다. 그러나 모든 관계절이 이처럼 지시를 제한하는 것은 아니다. (#제한적 관계절과 계속적 관계절 문단 참조.)
많은 유럽 언어에서는 관계대명사라는 특수한 대명사를 사용해서 관계절을 만든다. 예를 들어 다음 영어 예문에서는 관계대명사 ‘whom’이 쓰였다. 
- I met the man yesterday. ⋈ The man was arrested. = The man [whom I met yesterday] was arrested.

(내가 어제 만난 남자가 체포되었다.)
관계대명사는 선행사가 관계절 안에서 어떻게 해석되어야 하는지에 대한 정보를 담고 있다. 예를 들어 ‘whom’은 목적격 관계대명사로서, 명사구 ‘the man’이 관계절의 선행사이자 목적어로 해석되어야 함을 알려준다. (‘I met the man yesterday.’) 관계대명사를 사용한 관계절은 유럽에서는 흔하지만 유럽 밖에서는 드물다.
대부분의 언어에는 관계절을 나타내는 특별한 문법적 장치가 있지만 그렇지 않은 언어도 있다. 관계절을 얼마나 넓게 정의하느냐에 따라, 어떤 언어에는 관계절이라 할 만한 것이 존재하지 않는다고 할 수도 있다.

## 종류

### 종속 관계절과 자유 관계절
일반적으로 관계절이라고 하면 주절의 일반 명사구를 선행사로 지닌 종속 관계절(bound relative clause)을 가리킨다.
그러나 어떤 언어에는 선행사가 없는 자유 관계절(free relative clause)도 있다. 영어의 자유 관계절은 다음과 같은 것이 있다.
- Do you like [what you see]?

(당신이 보시는 것이 맘에 드십니까?)
위 예문에서 관계절 ‘what you see’의 꾸밈을 받는 성분은 없으며, 관계절 스스로 명사구가 되어 주절의 목적어가 된다. (자유 관계절은 발음되지 않는 단어, 즉 영(zero)을 선행사로 갖는다고 분석할 수도 있다.)

### 제한적 관계절과 계속적 관계절
관계절은 제한적일 수도 있고 그렇지 않을 수도 있다. 제한적 관계절(restrictive relative clause)은 제한적 수식어인 관계절을 뜻한다. 반대로 계속적 관계절(non-restrictive relative clause)은 비제한적(계속적) 수식어인 관계절을 뜻한다. 제한적 관계절은 선행사가 지시할 수 있는 대상의 범위를 제한하지만, 계속적 관계절은 선행사의 지시체에 영향을 주지 않고, 다만 선행사의 지시체에 대한 추가적인 정보를 제공한다. 다음 한국어 예문을 보자.
- [내 지갑을 훔친] 사람이 경찰에 잡혔다.
이 문장에서 관계절 ‘내 지갑을 훔친’은 선행사 ‘사람’의 지시 범위를 좁히는 기능을 하므로 제한적 관계절이다. 이 관계절을 지우면 전혀 다른 뜻의 문장이 된다.
- [내 지갑을 훔친] 민주를 어제 또 마주쳤다.
이 문장에서 관계절 ‘내 지갑을 훔친’은 선행사 ‘민주’의 지시 범위를 좁히지 않고, 단지 민주가 내 지갑을 훔쳤다는 추가적인 정보를 서술할 뿐이므로 계속적 관계절이다. 이 관계절을 지워도 ‘민주’의 지시체는 달라지지 않고, 문장의 참거짓도 달라지지 않는다. (‘민주를 어제 또 마주쳤다.’)

### 정형 관계절과 부정형 관계절
정형절(finite clause)과 부정형절(nonfinite clause)의 구분이 있는 언어에서는 관계절도 그와 같이 구분할 수 있다. 영어의 부정형 관계절의 예로는 ‘She is the person [on whom to rely].’(그녀는 의지할 만한 사람이다.) 따위가 있다.

## 형식
관계절을 만드는 방식은 언어마다 다양하고, 한 언어 안에서도 여러 방식이 있을 수 있다. 언어유형론에서는 다음과 같은 기준에 따라 관계절을 여러 유형으로 나눈다.
- 관계화된 성분의 관계절에서의 역할을 나타내는 방법(관계화 전략)
- 주절과 관계절이 결합되는 방법
- 선행사에 대한 관계절의 위치

예를 들어 “민수의 지갑을 훔친 사람이 경찰에 잡혔다.”라는 한국어 문장은 다음과 같이 설명할 수 있다.
- 관계화된 성분인 ‘사람’의 관계절에서의 역할은 공백(gapping)으로 표시된다. 즉, ‘민수의 지갑을 훔친’이라는 절의 주어 자리에 공백이 있으므로 관계화된 성분인 ‘사람’은 그 공백을 채워 동사 ‘훔친’의 주어가 되는 것으로 해석된다.
- 주절과 관계절은 보문소 ‘-ㄴ’으로 결합된다. (‘훔친’은 동사 어간 ‘훔치-’와 관형어미 ‘-ㄴ’이 합쳐진 것이다. 보문소란 이 ‘-ㄴ’을 가리킨다.)
- 관계절은 선행사 ‘사람’의 앞에 놓인다.

### 관계화 전략
관계화된 성분의 관계절에서의 역할을 나타내는 방법을 관계화 전략(relativization strategy)이라 한다. 세계의 언어에서 나타나는 관계화 전략은 크게 네 가지가 있으며, 관계절에서 명사가 축약되는 정도가 큰 순서대로 나열하면 다음과 같다.
1. 공백 전략(gap strategy)
2. 관계대명사 전략(relative pronoun strategy)
3. 대명사 유지 전략(pronoun retention strategy)
4. 비축약 전략(nonreduction strategy)

#### 공백 전략
공백 전략은 관계절에서 관계화된 성분이 있을 자리를 단순히 비워 두는 것이다. 이때 관계화된 성분의 격이 무엇인지는 따로 표시되지 않는다. 한국어의 관계절이 이 전략을 따른다.
- [민주의 지갑을 훔친] 사람이 경찰에 잡혔다.

(사람이 민주의 지갑을 훔쳤다.)
- [철수가 개를 때린] 막대기

(철수가 개를 막대기로 때렸다.)
공백 전략은 세계의 언어에서 가장 흔하게 나타나는 관계화 전략이다. 특히 한국어처럼 동사가 절의 마지막에 오고 관계절이 명사 앞에 오는 언어들에서는 더욱 흔하다. 대부분의 언어에서 주어(또는 절대격어)는 공백 전략으로 관계화할 수 있지만, 그렇지 않은 언어도 있다.

#### 관계대명사 전략
관계대명사 전략은 공백 전략과 마찬가지로 관계절에서 관계화된 성분이 있을 자리를 비워 둔다. 그러나 관계절과 주절을 잇는 표지에 관계화된 성분의 격을 표시한다는 점이 특징이다. 이 표지를 관계대명사라 한다. 다음은 러시아어에서 관계대명사가 쓰인 예이다. 첫 예문에서는 주격 관계대명사가 쓰여 관계화된 성분(‘소녀’)이 관계절의 주어임을 나타내고, 두 번째 예문에는 도구격 관계대명사가 쓰여 관계화된 성분(‘칼’)이 관계절의 도구격어임을 나타낸다.
| Ja                              | videl  | devušku,  | [ kotoraya      | jela   | xleb ]. |
| 내가                            | 보았다 | 소녀.대격 | 관계대명사.주격 | 먹었다 | 빵      |
| “나는 빵을 먹은 소녀를 보았다.” |        |           |                 |        |         |
| (소녀가 빵을 먹었다.)           |        |           |                 |        |         |
| Ja                                     | poterjal   | nož,    | [ kotorym         | ja   | narezal | xleb ]. |
| 내가                                   | 잃어버렸다 | 칼.대격 | 관계대명사.도구격 | 내가 | 잘랐다  | 빵      |
| “나는 내가 빵을 자른 칼을 잃어버렸다.” |            |         |                   |      |         |         |
| (내가 칼로 빵을 잘랐다.)               |            |         |                   |      |         |         |
이때 관계대명사라는 용어에 관해 주의할 점이 있다. 어떤 언어의 경우 ‘관계대명사’가 관계절에 나타나는 대명사로서 핵어 명사의 수와 성 따위에 일치하지만, 관계절에서 관계화된 성분의 격을 나타내지는 않는다. 이런 요소는 엄밀히 말해 이 문단에서 말하는 관계대명사가 아니며, 공백 전략의 관계절과 주절을 결합하는 요소라고 보아야 한다. 예를 들어 현대 표준 아랍어의 ‘관계대명사’는 격에 따라 굴절하지만, 관계절에서 관계화된 성분의 격을 나타내는 것이 아니라 주절에서 핵어 명사의 격에 일치하므로, 여기에서 말하는 관계대명사가 아니다.
관계대명사 전략은 유럽에서는 가장 흔한 전략이지만, 유럽 밖에는 사실상 나타나지 않는다. 인도유럽어족 중에서도 인도아리아어군이나 켈트어파에는 나타나지 않고, 반대로 인도유럽어족이 아닌 유럽 언어인 핀란드어, 헝가리어, 조지아어는 관계대명사를 사용한다. 아메리카 원주민 언어 중 극소수는 스페인어의 영향으로 관계대명사를 갖게 되었는데, 잘 알려진 예로 케레스어가 있다.

#### 대명사 유지 전략
대명사 유지 전략에서는 관계화되는 성분이 있을 자리에 대명사를 넣어 표시한다. 이러한 대명사를 회생대명사(resumptive pronoun)라 한다. 한국어에서도 다음과 같은 예문에서 회생대명사가 나타난다.
- [그가 되돌아갔을 때 모두가 반가워했던] 난봉꾼

(난봉꾼이 되돌아갔을 때 모두가 반가워했다.)
- [내가 그의 명찰을 떼어버린] 학생

(내가 학생의 명찰을 떼어버렸다.)
영어에서도 관계절 깊숙한 곳의 성분을 관계화할 때 간혹 회생대명사가 쓰이지만, 비표준이라 여겨지기도 한다.
- the man [who they think that if Mary marries him, then everyone will be happy]

“메리가 그와 결혼하면 모두가 행복해질 것이라고 그들이 믿는 남자”
(메리가 남자와 결혼하면 모두가 행복해질 것이라고 그들이 믿는다.)
대명사 유지 전략은 접근성 위계에서 낮은 위치에 있는 성분을 관계화할 때 비교적 흔하게 쓰인다. 예를 들어 페르시아어나 아랍어의 경우 관계화되는 성분이 주어나 목적어가 아니라면 반드시 회생대명사가 쓰이고, 목적어라면 회생대명사를 써도 되고 쓰지 않아도 된다. 회생대명사는 동사가 절의 마지막에 오지 않는 아프리카 언어들에 흔히 나타나고, 유럽에서도 켈트어파와 루마니아어 등에 나타난다.
요루바어 등 소수의 언어에서는 모든 관계절에서 대명사 유지 전략을 사용한다.

#### 비축약 전략
비축약 전략에서는 관계화되는 성분이 관계절 안에서 공백이나 대명사로 축약되지 않고 완전한 명사구로 나타난다. 크게 두 가지의 하위 유형이 있는데, 하나는 내핵 관계절(internally-headed relative clause)로서, 주절에는 핵어 명사가 따로 표시되지 않는 유형이다. 다음 마리코파어 예문에 내핵 관계절이 나타난다.
| [ aany=lyvii=m                          | 'iipaa | ny-kw-tshqam-sh ]          | shmaa-m       |
| 어제                                    | 남자   | 1인칭-관계사-때리다-가정법 | 잠자다-현실법 |
| “어제 나를 때린 남자가 잠자고 있다.”[3] |        |                            |               |
두 번째는 상관절(correlative clause) 유형이다. 상관절 유형에서는 주절에 핵어 명사가 다시 반복되거나 대명사로 축약되어 나타난다. 다음 힌디어 예문에 상관절이 나타난다.
| [ maim                                   | jis  | ādmī | se    | bāt | karā ] | vah | bhārat | jāegā.    |
| 나                                       | 어느 | 남자 | -에게 | 말  | 했다   | 그  | 인도   | 갈 것이다 |
| “내가 대화했던 남자가 인도에 갈 것이다.” |      |      |       |     |        |     |        |           |
| (내가 남자에게 말했다.)                  |      |      |       |     |        |     |        |           |
상관절은 힌디어를 비롯한 인도아리아어군 언어와 밤바라어 등에서 쓰인다.

### 주절과 관계절의 결합 방법
주절과 관계절을 결합하는 일반적인 방법은 다음과 같은 것이 있다.
- 굴절하지 않는 관계사(relativizer)를 핵어 명사와 관계절 사이에 둔다. 표준 중국어의 ‘的’나 현대 표준 아랍어의 ‘illi’ 등이 관계사의 예이다. 영어의 ‘that’을 (관계대명사가 아닌) 관계사라고 볼 수도 있다.
- 관계대명사를 삽입한다.
- 특별한 표시 없이 주절의 적절한 위치에 관계절을 넣는다. 표준 일본어가 그러한 언어이다. 영어에서도 겉으로 드러난 관계사가 없는 관계절이 가능하다. (“The man I saw yesterday went home.” 따위)
- 관계절을 명사화하고 핵어 명사의 소유주로 둔다.

### 관계절의 위치
관계절은 핵어 명사의 앞에 오거나 뒤에 올 수 있고, 비축약 전략에서와 같이 핵어 명사를 안에 포함할 수도 있다. 명사와 관계절의 어순은 보다 일반적인 개념인 핵어방향성과 관련돼 있다. 세계의 OV형(핵어후치) 언어들 중에는 관계절-명사 어순과 명사-관계절 어순 언어가 비슷한 비율로 나타난다. 반면에 VO형(핵어후치) 언어들은 거의 모두 명사-관계절 어순이다. 즉 범언어적으로 명사-관계절 어순이 우세하지만(dominant), 핵어후치 언어에서는 관계절-명사 어순이 더 조화롭다(harmonious). 핵어후치이면서 명사-관계절 어순이라면 우세하지도 조화롭지도 못하므로 그런 언어는 거의 존재하지 않는다. (VO형이면서 명사-관계절 어순인 주요한 반례로 중국어가 있다. 다만 중국어는 VO 어순인 점을 제외하면 대체로 핵어후치 언어에 가깝다.)
- OV, 관계절-명사 어순: 한국어, 튀르키예어, 암하라어, 체로키어 등
- OV, 명사-관계절 어순: 페르시아어, 아르메니아어, 소말리어, 그린란드어 등
- VO, 관계절-명사 어순: 중국어, 아미스어 등
- VO, 명사-관계절 어순: 베트남어, 영어, 아랍어, 요루바어 등

## 접근성 위계
일반적으로 관계절의 선행사는 주절에서 주어, 목적어 등 어떤 역할이든 할 수 있다. 그러나 많은 언어에서 관계화된 성분이 관계절에서 가질 수 있는 역할은 한정되어 있다. 에드워드 키넌과 버너드 콤리는 50여 개의 언어를 조사하여, 관계절 안의 문법 관계들은 다음과 같은 순서대로 관계화되기 쉽다는 사실을 관찰했고, 이 순서가 모든 언어에 대체로 적용될 것이라 주장하였다.
주어 > 직접목적어 > 간접목적어 > 사격어(비핵심 논항) > 속격어(소유자) > 비교급의 목적어
능격-절대격 언어는 다음과 같은 순서를 따른다.
절대격어 > 능격어 > 간접목적어 > (위와 같음)
이 순서를 접근성 위계(accessibility hierarchy)라 한다. 어떤 언어가 접근성 위계에서 낮은 위치에 있는 요소를 관계화할 수 있으면, 그보다 높은 위치에 있는 요소도 모두 관계화할 수 있다. 그러나 반대는 성립하지 않는다. 예를 들어 말라가시어는 주어만 관계화할 수 있고, 축치어와 지르발어는 절대격어만 관계화할 수 있다. 바스크어는 절대격어, 능격어, 간접목적어를 관계화할 수 있지만, 비핵심 논항, 소유자, 비교급의 목적어는 관계화할 수 없다.
다음은 한국어(공백 전략)와 영어(관계대명사 전략)의 예를 통해 접근성 위계를 살펴본 것이다.
| 위치       | 한국어                               | 영어                                         |
| ---------- | ------------------------------------ | -------------------------------------------- |
| 주어       | [집으로 도망간] 남자가 저기 있다.    | That's the man [who ran away].               |
| 목적어     | [내가 어제 본] 남자가 저기 있다.     | That's the man [who I saw yesterday].        |
| 간접목적어 | [내가 돈을 준] 남자가 저기 있다.     | That's the man [who I gave the money to].    |
| 사격어     | [내가 개를 때린] 막대기가 저기 있다. | That's the stick [which I hit the dog with]. |
| 속격어     | [내가 이름표를 뗀] 남자가 저기 있다. | That's the man [whose nametag I took].       |
| 비교급     | —                                    | That's the man [who I am taller than].       |